# کوه بونواوره

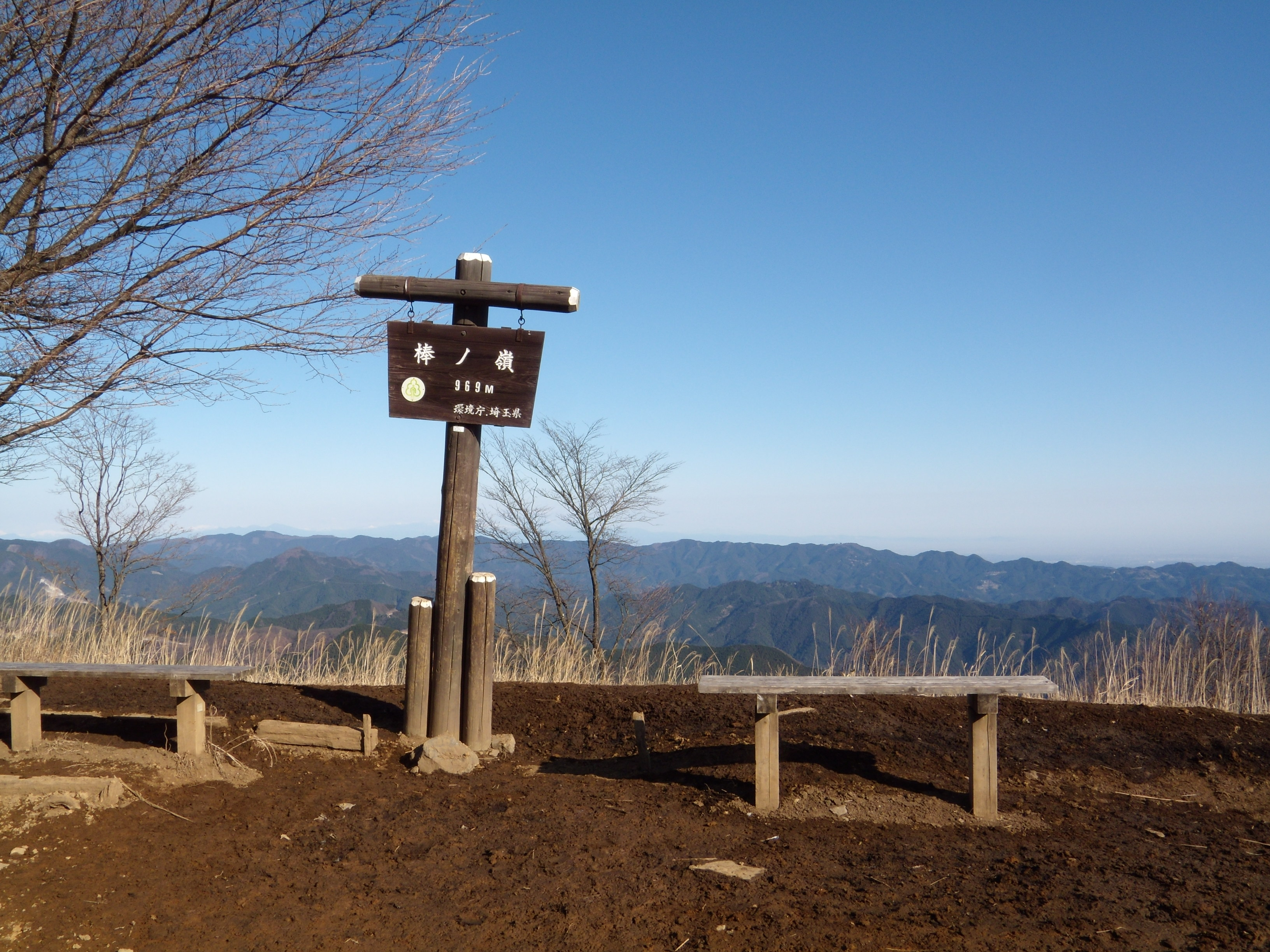
کوه بونواوره.

کوه بُونُواُورِه (به ژاپنی: 棒ノ折山) یکی از کوه‌های اطراف توکیو در ژاپن است. این کوه ۹۶۹ متر ارتفاع دارد. این کوه، یکی از کوه‌های اوکوتاما محسوب می‌شود و در منطقه تامای غربی توکیو واقع شده‌است. بونواوره مرز بین توکیو و استان سایتاما را تشکیل می‌دهد.   